# Kungamakare
Kungamakare är en politisk term som ursprungligen användes om  Richard Nevilles aktiviteter under Rosornas krig i England. Termen har kommit att användas mera generellt om en person eller grupp som har stort inflytande över en kunglig eller politisk maktövergång utan att själv vara en möjlig kandidat. Kungamakare kan använda politiska, pekuniära eller militära medel för att påverka successionen. De kan också utnämnas till ministrar utan portfölj. Exempel på kungamakare är Nogai Khan, Carl Otto Mörner, Wiremu Tamihana, Sonia Gandhi och David Axelrod.
Medborgare i Västafrikas subnationella monarkier använder ofta ordet kungamakare för att referera till de elektorsförsamlingar som utser deras suveräner eftersom de vanligtvis också officierar under krönings- och reningsritualerna. Ordet får då alltså en mera bokstavlig mening: skapare av en kung.
Termen används också inom spelteori och betyder då en spelare som saknar tillräckliga resurser för att vinna ett givet spel, men som ändå har tillräckliga resurser för att avgöra vilken av de mera resursstarka spelarna som slutligen kommer att vinna.